# 希臘文明
希臘文明（又譯赫拉斯文明）是一個現代考古學術語，用於代表青銅時代希臘大陸文明的一系列時期，這一稱謂通常用於考古學與美術史中。它補充了阿瑟埃文斯爵士劃分的米諾斯文明，在歷史框架內對來自米諾斯文明的青銅時代文物進行分類。雖然米諾斯文明是克里特島獨有的，但希臘文明的文化和地理範圍是在同一時間跨度內的希臘大陸。同樣地，基克拉泽斯文明是指在愛琴島發現的文物。考古證據表明，從廣義上講，整個地區的文明同時發展，因此這三個文明在時間上相互補充。它們統稱為「愛琴」，例如愛琴藝術或具爭議性的愛琴文明。
這些時代從陶器風格的變化而得出，是推算相關文物（如工具和武器）年代的基準。埃文斯爵士根据出土的陶器文物的風格與技術，把克里特青銅時代陶器發現分為三個主要時期，他稱之為早期、中期和晚期米諾斯文明。這些被細分為時期，其中一些被細分為子時期。希臘文明和基克拉泽斯文明是後來劃分的，有類似的細分。埃文斯爵士的分類經得起時間的考驗，但分類並沒有確切的日期，這是因為陶器風格的變化是不規則的，一些风格可能保留較久。事實上，沒有確切日期是分類的優勢；埃文斯爵士相信有幾個日期發生了變化，其他日期則仍在討論中，但日期範圍相當狹窄，但這分類只雖針對這些變化進行調整。一些陶器可以通過參考日期更確定的埃及文物，推算精確日期。
希腊文明的社会和文化由新石器时代希腊传承而来，大多數的聚落都是以農業、耕作和狩獵為生的小村莊。在铜器时代早期的第二与第三阶段（约公元前2650–2050/2000年）續漸发展出许多新事物，如冶炼青铜，纪念性建筑与堡垒，社会的等级制度，以及与爱琴海沿岸其他文明之间广泛而密切的接触。希腊文明晚期（约公元前1550–1050年）有時被稱為邁錫尼文明，因為迈锡尼當時崛起。在青銅時代末期（約公元前1050年），由於入侵和戰爭，愛琴文化進入一段漫長衰落期，一些歷史學家稱為黑暗時期。

## 詞源
「希腊/赫拉斯」（Helladic）、「基克拉泽斯」（Cycladic）、「米诺斯」（Minoan）是指文明起源地点。因此，米诺斯文明中期的文物可能于基克拉泽斯群岛出土，但并不意味着这属于基克拉泽斯文明。这一劃分方式不适用于爱琴海沿岸地区，比如黎凡特及北非，当地的陶器可能是模仿了愛琴文化，但仍然是在当地制造的。

## 背景
考古學從陶器找到主要證據，約在公元前3000年之前，一種相似的生活方式遍佈希臘大陸、基克拉澤斯和克里特島，新石器時代取代青銅時代。隨著社會和經濟發展的加快，青銅時代的證據越來越多。與埃及和美索不達米亞文明不同，愛琴人在公元前3000年之前也是不會書寫的。在缺乏文字紀錄下，所有考證都須以物品作為參考。陶器是最廣泛使用的，因為經常在生活中使用，及較難破壞的，即使爛成碎片仍能殘存。在整段時代下，陶器採用了不同風格和技術，存留的罐子和碎片可以據此分類。不同遺址的物件能透過層狀沉積物證明是同時期的，在年代上等同。

## 早期
早期希臘文明的主要特徵是新石器時代的農業人口進口青銅和銅，以及使用原始的青銅加工技術。加工技術最早在安納托利亞使用，經文化接觸傳入希臘。早期希臘文明在時間上對應於埃及的古王國時期。重要的遺址集中在希臘大陸的愛琴海沿岸的維奧蒂亞和阿爾戈利斯（Manika、勒拿湖區、Pefkakia、底比斯、提林斯）或沿海島嶼如埃伊納島（Kolonna）和尤比亞島（萊夫坎迪）。出土陶器顯示西安納托利亞的影響和引入了高轉速的陶輪。邁加隆於早期希臘文明 II 引入。聚落並沒有伴隨安納托利亞文化模式的滲入（即「Lefkandi I」）而被廣泛毀滅。

### 早期希臘文明 I
早期希臘文明 I 時期亦稱為 Eutresis 文化，約公元前3200 -2650年，其特點是在 Korakou 和其他地點發現未經打磨和經拋光或紅色經打磨和經拋光的陶器（金屬製品在此期間極為罕見）。就陶瓷和聚落模式而言，早期希臘文明 I 時期與之前的新石器時代末期存有相當大的連續性，於早期希臘文明 I 聚落點的改變是由經濟活動改變引起。

### 早期希臘文明 II
早期希臘文明 II 時期亦稱為 Korakou 文化，約公元前2650-2200年。早期希臘文明 I 到早期希臘文明 II 時期的轉變迅速而且沒有中斷。其中發展了多種社會文化創新，例如冶金（即青銅加工） ，一個等級分明的社會組織，以及紀念性建築和防禦工事。早期希臘文明 II 聚落點的改變伴隨著農業活動的轉變（牛犁）。

### 早期希臘文明 III

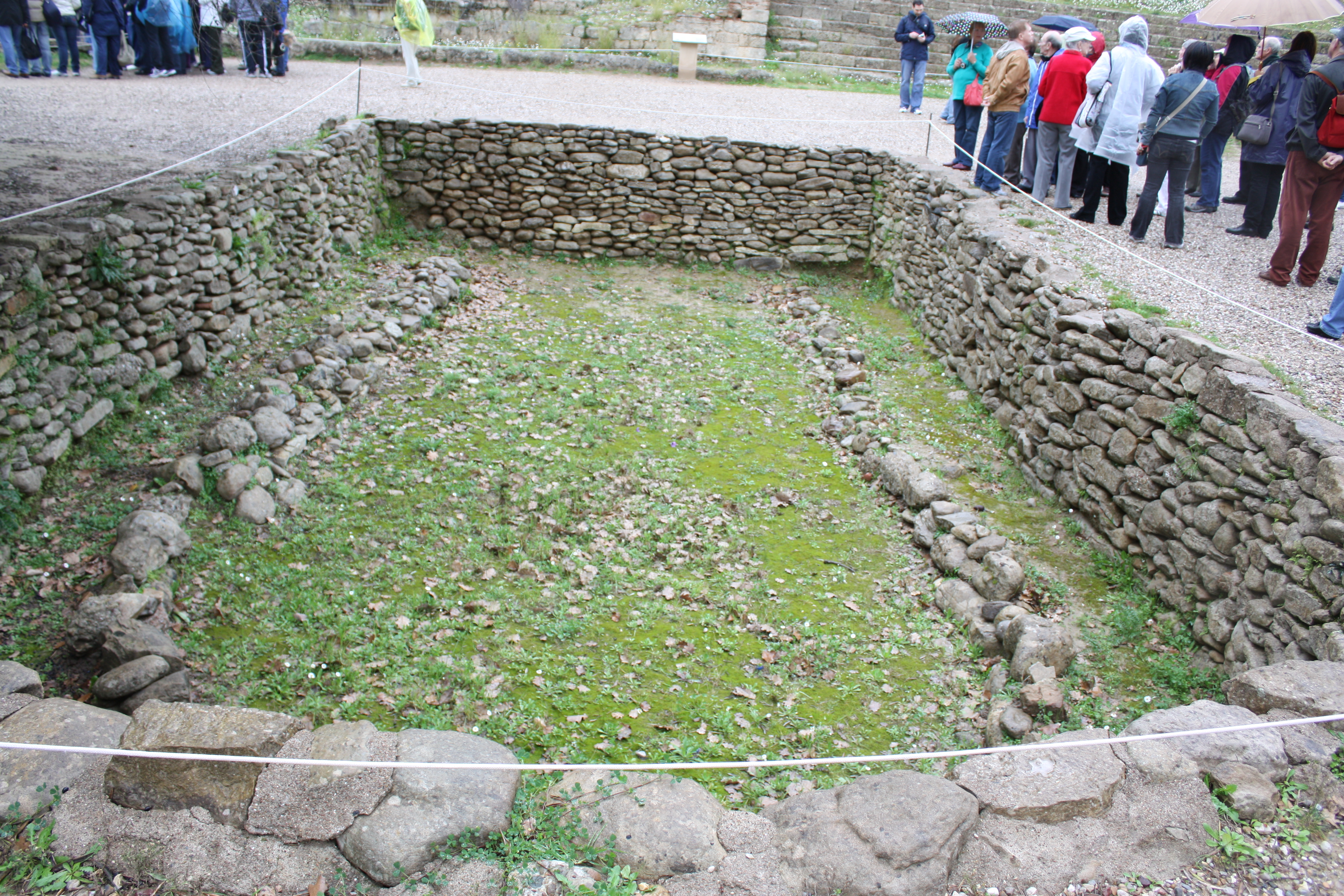
希臘奧林匹亞建築物遺址早期希臘文明 III 公元前2150–2000年

早期希臘文明 II 時期以勒拿「瓦屋」（廊屋）的破壞告終。早期希臘文明 II 遺址遭到破壞最初歸因於希臘人和/或印歐人在早期希臘文明 III 或稱為提林斯文化，約公元前2200-2000年；然而，由於希臘文明 II的遺趾破壞不一致，並且在早期希臘文明 II 至中期如 Lithares、Phlius、Manika 等聚落點持續出現，這個說法不再接納。此外，早期希臘文明 III 時期前﹐「新的/侵入性的」文化元素，如有半圓室的屋（一面牆璧為半圓）、陶製「錨」、有軸孔的斧、陵墓和城鎮內墓葬己經存在，實際上是在當地發展出來（維奧蒂亞的陶製錨；新石器時代色薩利Ayia Sophia 墳塚），以及在早期希臘文明 II 至中期期間，希臘大陸與小亞細亞西部、基克拉澤斯群島、阿爾巴尼亞和達爾馬提亞等地區之間的持續接觸。氣候變化似乎也促成了希臘在早期希臘文明 II 至中期（約公元前2200年）重大文化轉變。

## 中期

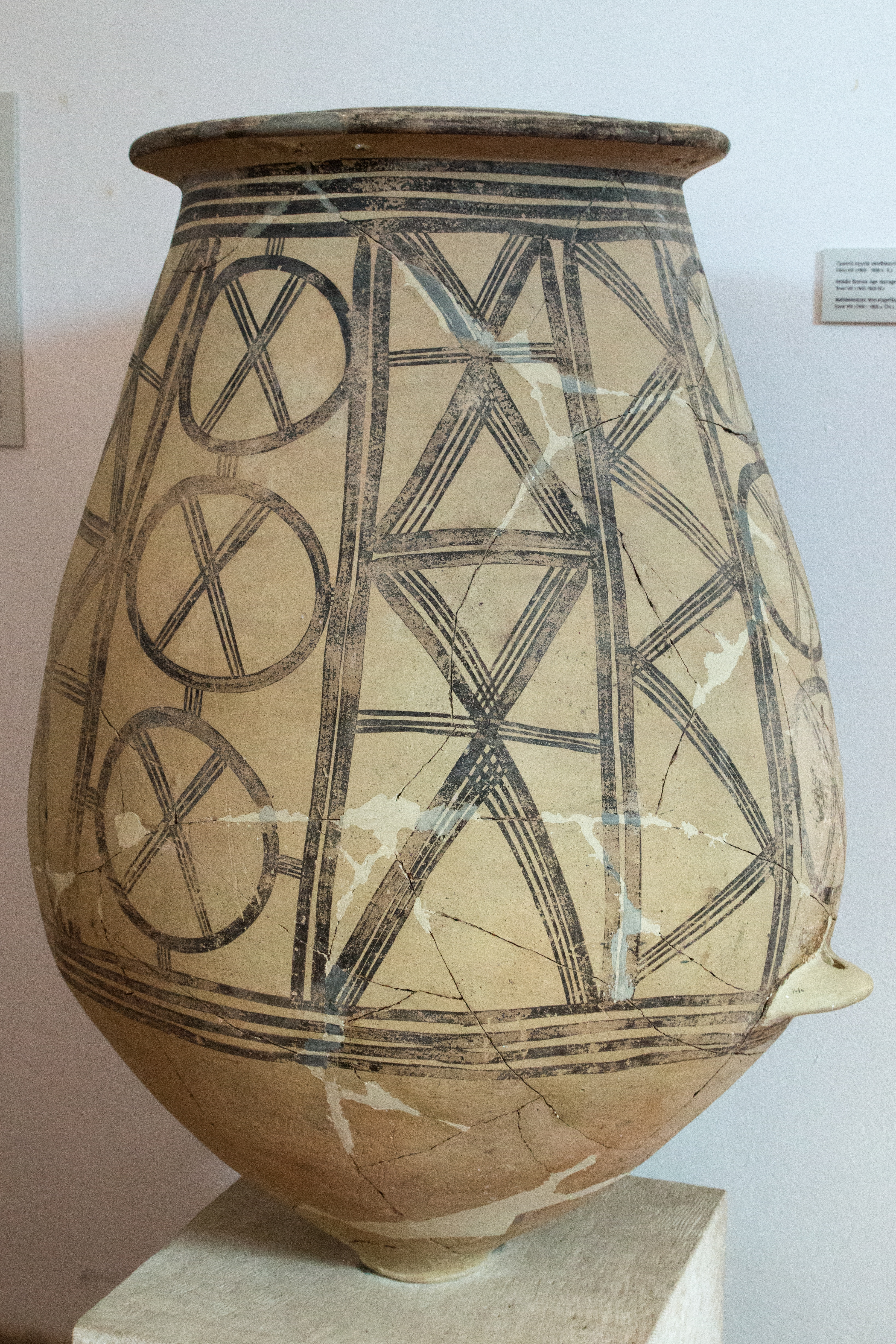
中期希臘啞光彩陶

中期希臘文明，（約公元前2000 -1550年），是一個文化倒退的時期，在早期希臘文明 III 時期首先出現。中期的特點是大量出現的 Minyan 陶器，這可能與古希臘歷史學家稱為 Minyan 的人有直接關係；一組來自中古希臘遺址的單色拋光陶器被特洛伊的發現者海因里希·施里曼稱為 Minyan 陶器。
灰色的 Minyan 陶器最初被認為青銅時代中期遷移引入的陶器；然而，該理論已經過時，因為1950 年代在勒拿的發掘表明陶器風格的發展是連續的（即精細的灰色拋光提林斯文化的陶器是 Minyan 陶器的前身）。一般來說，直到中期希臘文明 III ，彩陶的花紋是直線和抽象的。在中期希臘文明 III ，基克拉澤斯和米諾斯的影響啟發了各種曲線甚至具代表性的圖案。
在中期發現最多的物件是陶器，啞光彩陶作為一種新的陶瓷作品風格開始出現。Minyan 陶器是在陶輪上製作的，設計和形狀突出，而啞光彩陶是手工雕刻的，並塗有暗色的塗料。
中期啞光彩陶顯示很多有風格的圖案可以追溯至早期甚至其他愛琴文化。中期希臘陶器開口下方的圖樣如斜線、鋸齒形、菱形、奔跑中的狗、螺旋形、圓形和三角形等圖案相互交替，是受基克拉澤斯陶器圖案啟發。螺旋形同樣可以追溯至克里特以及獅鷲。但是，啞光彩陶上的圖案如菱形和下垂三角形等圖案是延續自早期的風格圖案，而在陶器上添加垂直條紋則是在中期發生的演進。基於中期陶器大部份的設計和圖案受基克拉澤斯影響，可以假設中期希臘文化與基克拉澤斯文化相互影響甚深。
在中期希臘文明的遺址中發現了四種類型的墳墓；淺坑墳墓、蜂窩狀墳墓（Tholos）、石室墳墓和豎井墳墓。淺坑是一個地上的橫式淺坑，蜂窩狀墳墓的特點是像一個陸墓的密閉空間。石室墳墓和豎井墳墓很有意思，因為它們是起源於中期希臘文明的兩種埋葬方式。相信是在此期間移居希臘的人，影響了這些新埋葬方式。石室墳墓是一個深埋和長方形，在墳塚下或埋在土丘下，出現於中期希臘文明。豎井墳墓比石室墳墓更大更深（平均長6米，寬4米，深4米），出現於中期希臘文明的後期。此外，嬰兒被埋在特殊的罐子裡（pithoi），通常高約30英寸（~75厘米）。根據考古證據，在中期希臘文明的埋葬儀式中，屍體膝蓋彎曲，放置在墳墓的兩側，（女性放在左側，男性放在右側），然後出席儀式的人會把儀式上飲用過的杯子留在墳墓裡。埋葬習俗還包括將貴重物品與陶器、銀器或青銅器等與屍體一同埋葬。
在中期希臘文明的遺址勒拿，已挖掘出200多座墳墓。這些墳墓中大約 1/3 是城鎮外墓葬（屍體埋在社區外），城鎮內墓葬（屍體埋在社區內）佔發現的墳墓的2/3 ，包括圍繞一個石室墳墓建造的城鎮。
中期希臘文明的社區，特別是勒拿，佈局不規則，沒有特定的模式，房屋緊貼在一起。從理論上講，房屋的排例可能是與擴展家庭或相近團體或派系成員一起生活。房屋只有一層樓高，呈「U」形，由粘土製成。一般來說，房屋會有一個門廊，最多三個房間，一個有爐，以及用於儲存和烹飪的房中房。一個更大的獨立房屋已被確定為社區首領或領袖的可能住所，並設有一個單獨的存儲設施以及一個帶爐的庭院。
中期希臘文明的人除了種植農作物如小麥（能磨成麵粉烘焙），大麥，亞麻，豌豆，鷹嘴豆，小扁豆和豆，還會看管綿羊、山羊、豬、牛、馬、和狗等動物。人們會在織布機上紡線以織成織物。他們製作的衣服會以經常用作裝飾的針來固定。人們也會用石頭和貝殼製成的項鍊和手鐲來裝飾自己。
通過研究勒拿等遺址，男性明顯比女性吃更多蛋白質，而女性傾向吃更柔軟、加工程度高的食物。兩個性別的骨骼上都發現了壓力造成的痕跡，但男性的痕跡較深，表明男性比女性更頻繁地從事費力的體力勞動。與女性相比，男性因感染傳染病而引起的損傷也更高。這意味著男性因為與外在群體和人的直接接觸，而接觸到更多外來病原體。似乎兩性之間存在分工。
中期希臘文明在時間上對應於埃及中王國。聚落點更緊密，傾向位於山頂。中期希臘文明遍佈伯羅奔尼撒半島和希臘中部（包括埃托利亞 Aetolia 內的遺址，如塞爾蒙斯 Thermos ），北至斯佩耳刻俄斯河谷。只有麥西尼亞州的 Malthi 和勒拿V 是徹底挖掘的中期希臘文明遺址。

## 晚期

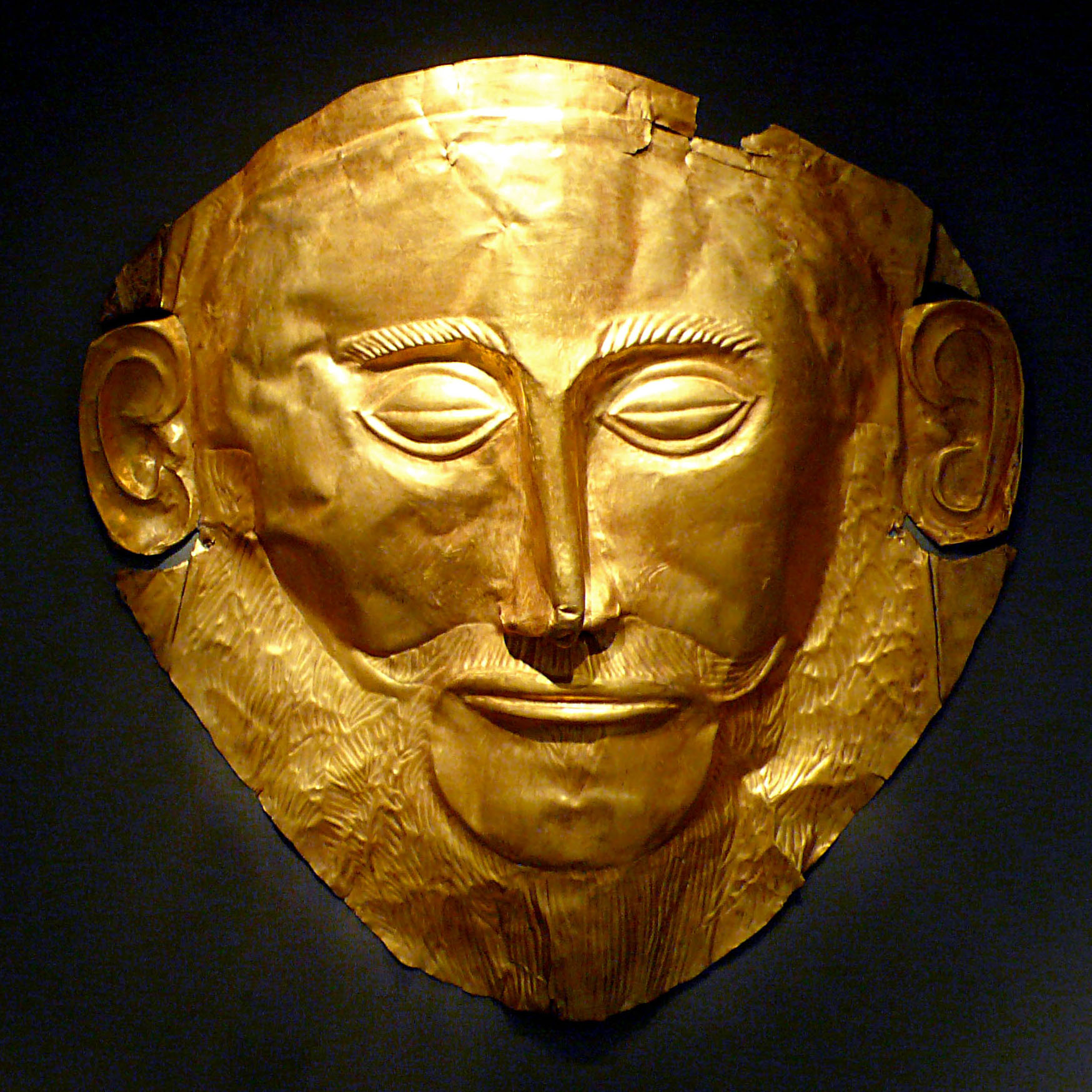
阿伽門農的面具，晚期希臘文明公元前16世紀

晚期希臘文明是邁錫尼希臘在米諾斯克里特島和基克拉澤斯群島的新影響下蓬勃發展的時期。製作晚期希臘文明陶器的人有時會在他們的作品上刻上一個音節文字，線型文字B，它已破譯為希臘語。晚期希臘文明分為晚期 I、晚期 II、晚期 III；其中晚期 I 和 晚期 II 與晚期米諾斯陶器重疊，晚期 III 超過了它。晚期 III 進一步細分為晚期 IIIA、晚期 IIIB和晚期 IIIC。下表根據 Knodell（2021年）和 Manning（2010年）提供了希臘大陸晚期的大致日期：
| 時期             | 大致日期          |
| ---------------- | ----------------- |
| 晚期 I           | 公元前1700–1600年 |
| 晚期 IIA         | 公元前1635–1470年 |
| 晚期 IIB         | 公元前1480–1410年 |
| 晚期 IIIA1       | 公元前1420–1370年 |
| 晚期 IIIA2       | 公元前1390–1315年 |
| 晚期 IIIB        | 公元前1330–1200年 |
| 晚期 IIIC (早期) | 公元前1210–1160年 |
| 晚期 IIIC (中期) | 公元前1170–1100年 |
| 晚期 IIIC (晚期) | 公元前1100–1040年 |
| 原幾何時代       | 公元前1070–900年  |

### 晚期希臘文明 I
晚期希臘文明 I 陶器以佈滿勒拿豎井墓地以及 Voroulia 和 Nichoria（麥西尼亞州）、Ayios Stephanos（拉科尼亞）和 Korakou 的定居點而聞名。Arne Furumark 將晚期希臘文明 I 分為 A 和 B 階段，但 Furumark 的晚期希臘文明 IB 已被 Oliver Dickinson 重新分成晚期希臘文明 IIA。最近一些來自邁錫尼以北的 Tsoungiza 遺址的放射性碳定年法顯示，那裡的晚期希臘文明 I 可以追溯到公元前1675/1650年到1600/1550年之間，比陶器的確定日期早了大約100年。錫拉火山也在晚期希臘文明 I 期間（晚期基克拉澤斯文明 I 和晚期邁諾斯文明 IA）噴發，日期在公元前1650年至1625年之間。Alex Knodell（2021年）根據 Manning （2010年），確定晚期希臘文明 I 在公元前1700/1675 年至1635/1600 年之間。
沒有在錫拉發現，但在麥西尼亞州晚期希臘文明 I 存在的一種物質文化，「伯羅奔尼撒晚期希臘文明 I 」，很有可能在火山噴發後開始。其特點是「III型高漏斗狀 Keftiu 杯」；「細小閉合圖形如矮壺，帶有陰影的圈（'球拍'）或簡化螺旋的裝飾」；「光亮，淺色背景，深色圖案」，「包括小而整齊的簡單連續螺旋，例如各種鉤形螺旋或波浪形螺旋（有或沒有小點），有陰影的圈的形式和雙刃斧，小圓點和單或雙波浪線的裝飾排列」；此外，「Keftiu」杯子上的「波紋」。這些本地新風格一直延續到晚期希臘文明 IIA 的整個大陸。

### 晚期希臘文明 II
晚期希臘文明 IIA 的描述主要基於Korakou 東面小街的資料。家居和宮殿能被區分。晚期希臘文明 IIA 和 晚期邁諾斯文明 IB 之間有很緊密的關係。晚期希臘文明 IIB 在晚期邁諾斯文明 IB 結束之前開始，看到克里特島的影響正在減弱。純 LHIIB 組合很少見，起源於提林斯、Asine 和 Korakou。放射性碳定年法顯示晚期希臘文明 II的年代為公元前1600/1550年至1435/1405年，其開始時間比陶器的確定日期早了約100年，但其結束時間幾乎對應於陶器階段。
在埃及，晚期希臘文明 II 的兩個時期都對應於埃及新王國時期，從法老哈特謝普蘇特到第十八王朝的圖特摩斯三世（公元前1479-1425年在位）。 Alex Knodell 認為晚期希臘文明 II 介於公元前1635/1600至1420/1410年之間。

### 晚期希臘文明 III

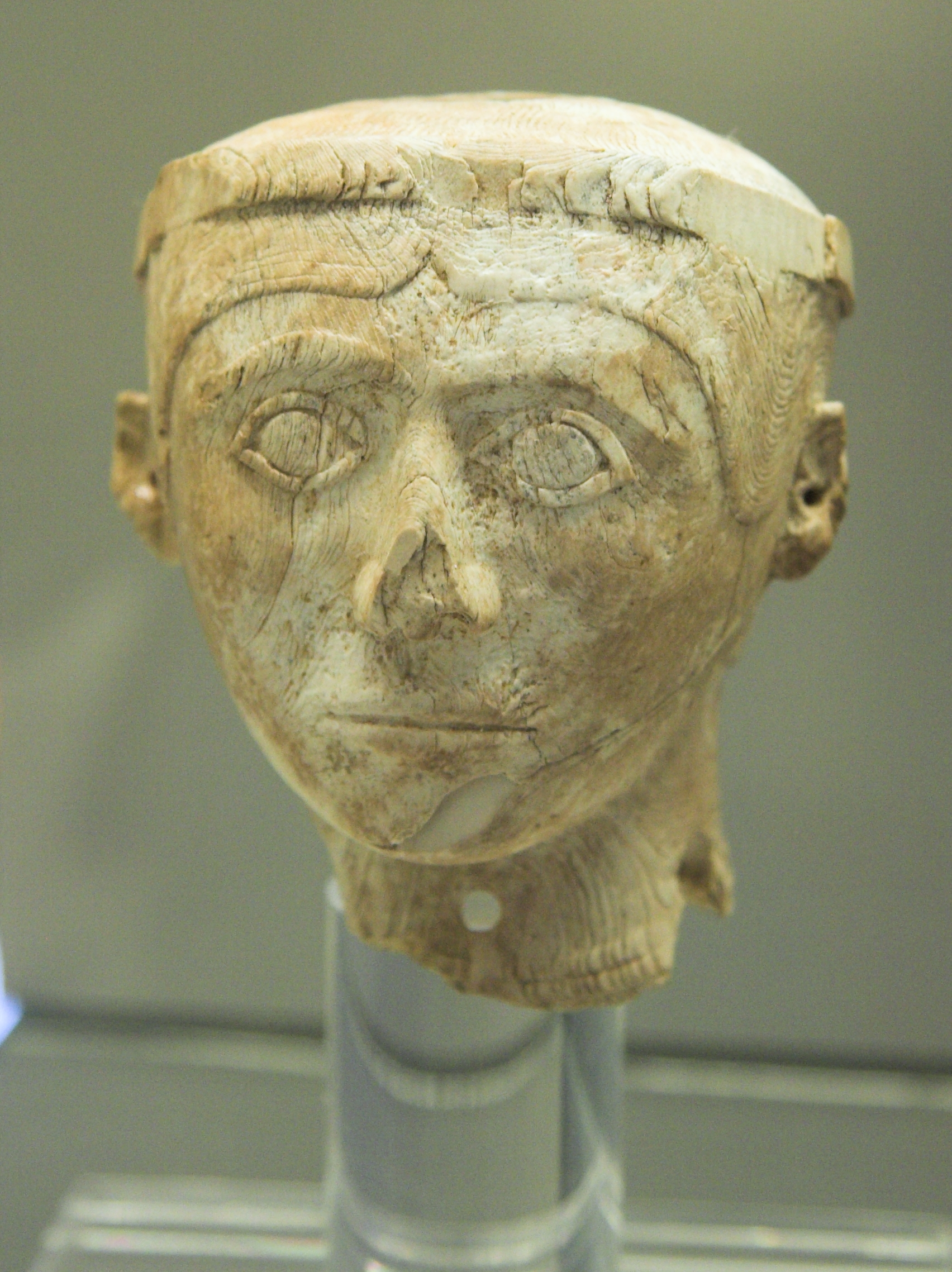
象牙製頭像，晚期希臘文明 公元前1250-1180年

晚期希臘文明 III 與晚期邁諾斯文明 III 是同一個時代。接近晚期邁諾斯文明 IIIB 時，來自愛琴的非希臘文明陶器不再屬於同一類。在晚期邁諾斯文明 IIIB 與希臘文明不同前，它最多應該被視為晚期希臘文明 IIIB 的“亞米諾斯”變體。
統一且廣傳的晚期希臘文明 IIIA:1 陶器是由邁錫尼的 、底比斯的宮殿（現在大多數研究人員認為是晚期希臘文明 IIIA:2 或 晚期希臘文明 IIIB）和羅得島的 Triada 的資料定義的。有來自 Asine、雅典的井、斯巴達 (Menelaion)、Nichoria 和「阿特柔斯洞（Atreus Bothros）」的資料，以及在邁錫尼通往阿特柔斯寶庫（阿伽門農之墓）的通道中密封的垃圾。來自 Tsoungiza 的放射性碳定年法顯示晚期希臘文明 IIIA:1 應該更接近公元前1435/1406年至1390/1370年，略早於陶器階段，但不到50年。在赫梯安納托利亞的 Maşat Höyük 也發現了晚期希臘文明 IIIA:1 陶器。
晚期希臘文明 IIIA:2 陶器標誌著邁錫尼的擴張，覆蓋了東地中海的大部分地區。有許多新的圖案。彩陶的圖案從晚期希臘文明 IIIA:1 延續而來，但表現出大量的標準化。在埃及，阿瑪納遺址有阿蒙霍特普三世統治時期的晚期希臘文明 IIIA:1 陶器和他兒子阿肯那頓統治時期的晚期希臘文明 IIIA:2 陶器；它也有晚期希臘文明IIIB 的最簡單的開端。晚期希臘文明 IIIA:2 陶器位於烏魯布倫沉船，於公元前 14 世紀沉沒。同樣，Tsoungiza 日期更早，公元前1390/1370年至1360/1325年；但是晚期希臘文明 IIIA:2 陶器也存在於米利都的燒傷層中，可能在穆爾西里二世統治初期發生，因此在公元前1312年穆爾西里日食之前幾年。IIIA 和 IIIB 之間的過渡期於公元前1320年不久之後開始（Cemal Pulak 認為是在公元前1295年之前）。
Arne Furumark 對晚期希臘文明 IIIB 的定義主要基於墓葬發現和 Zygouries 的聚落點資料。Elizabeth B. French 根據邁錫尼和提林斯西牆的發現將其分為兩個子階段。晚期希臘文明 IIIA:2 彩陶稀少，因為在墓葬中很少見，而且這一時期的許多聚落點都以破壞而告終，完整的陶罐很少。
晚期希臘文明 IIIB 陶器在希臘大陸的宮殿中與線型文字B材料有關。（自晚期邁諾斯文明，克里特島一直在使用線型文字B。）Cemal Pulak提出的晚期希臘文明 IIIA/B 分界，將使晚期希臘文明 IIIB 與穆爾西里日食後在安納托利亞復興的赫梯成同時代出現；在埃及第十九王朝，也被稱為拉美西德王朝；在美索不達米亞北部，亞述統治米坦尼。晚期希臘文明 IIIB 的終結與烏加里特的毀滅有關，烏加里特的廢墟有最後的陶器。晚期希臘文明 IIIB 結束的 Tsoungiza 日期是公元前1200/1190年。晚期希臘文明 IIIC 的開始現在通常被設定為塔沃斯塔皇后的統治時期。 Furumark 根據邁錫尼、Asine、凱法利尼亞島和羅得島的墓葬材料，將晚期希臘文明 IIIC 分為晚期希臘文明 IIIC:1 和晚期希臘文明 IIIC:2。在1960年代，邁錫尼城堡和尤比亞島萊夫坎迪挖掘得到不同資料，顯示了晚期希臘文明 IIIC 的明顯區域差異，尤其是在後期。在特洛伊 VIIa 發現了晚期希臘文明 IIIC 後期陶器，在塔爾蘇斯發現了一些陶器。它也是在亞實突、亞實基倫、以革倫、迦特和加沙的非利士人聚落點當地製造的。

## 設防的聚落點

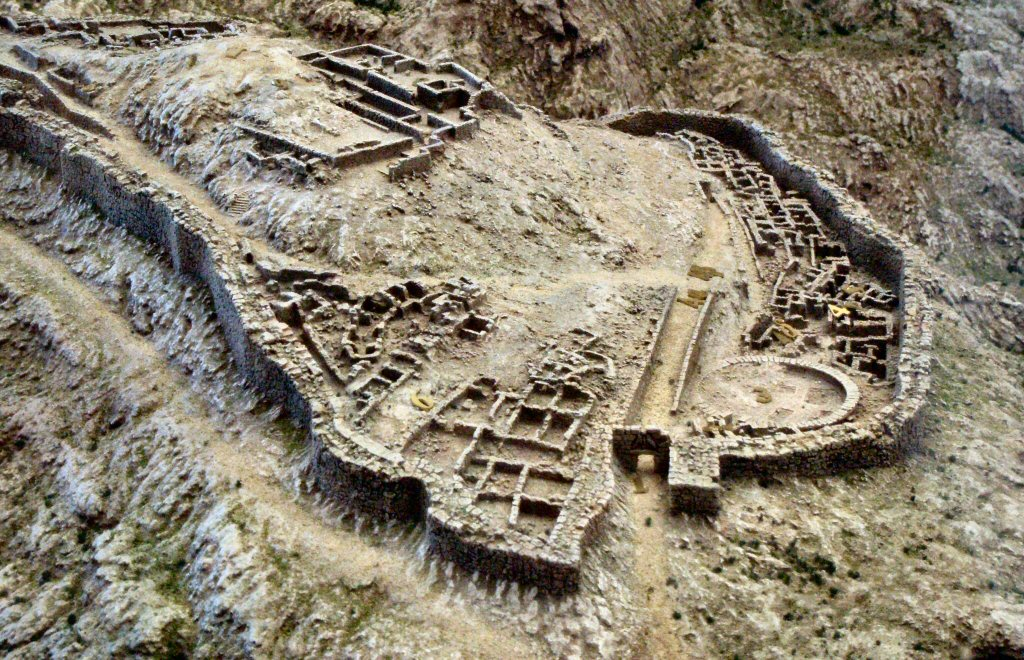
邁錫尼模型，公元前 14 世紀晚期希臘時期的城堡遺址。

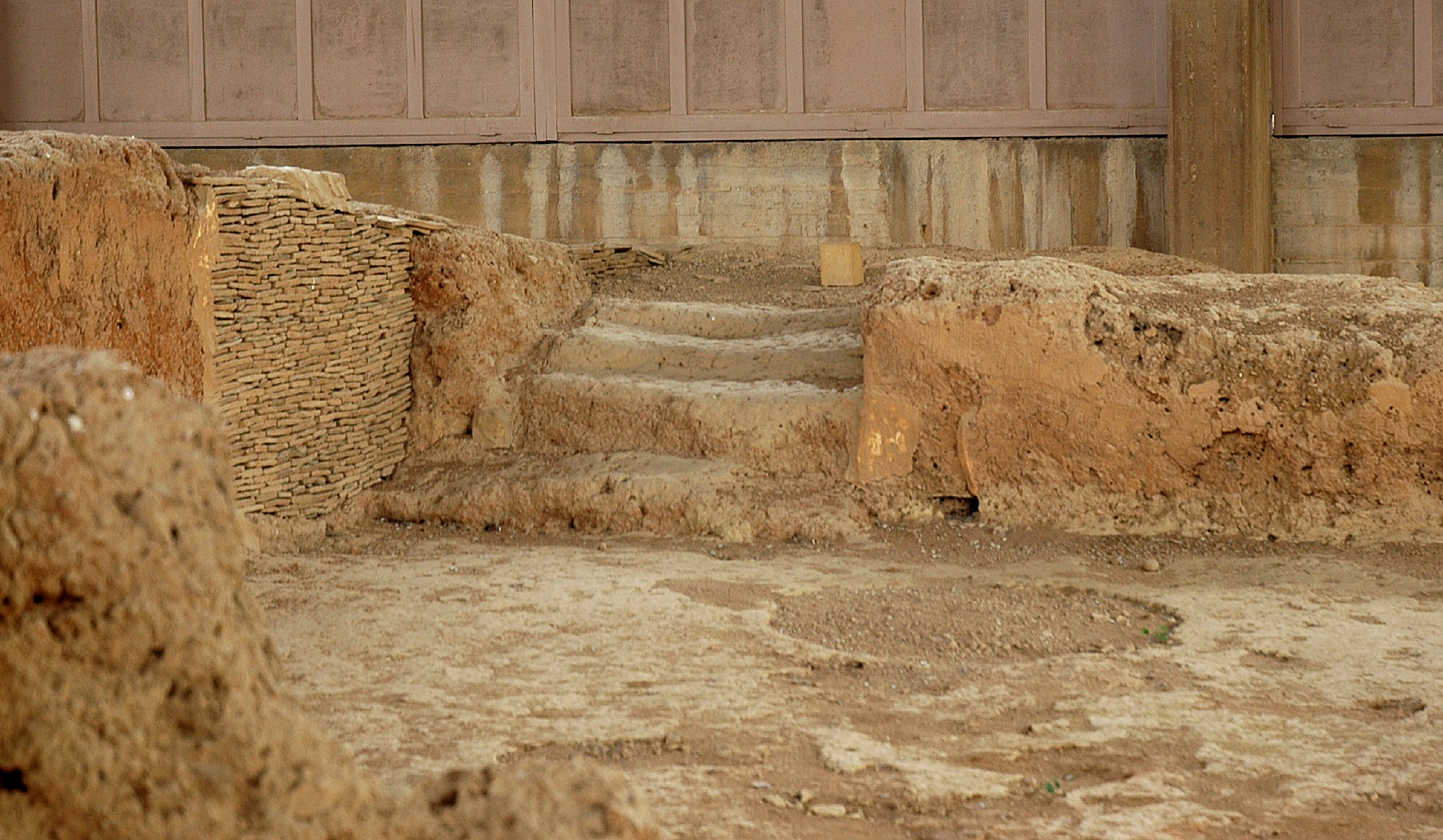
公元前 2500-2300 年，「瓦屋」的樓梯遺跡。

在希臘文明，發展了一些重大進步，包括設防的聚落點，設有紀念價值的建築物如廊屋（corridor house）。這可能證明了由精英組織的複雜社會的存在，或者至少實現了合作的原始城市形式。其中一個定居點是位於尤比亞島的 Manika，其歷史可追溯至早期希臘文明 II （公元前2800-2200年）。該聚落點佔地70-80公頃，居住著6,000-15,000人，是希臘青銅時代最大的聚落點之一。
另一個聚落點是位於阿爾戈利斯地區的勒拿，這可能是早期希臘文明遺址中最重要和最富有的地方。該聚落點有一座被稱為「瓦屋」的紀念性建築，是一座「廊屋」，以其當時先進的幾個建築特徵而著稱，例如它的屋頂被烤製的瓷磚覆蓋，是該建築名稱的由來。該結構可以追溯到早期希臘文明 II 時期（公元前2500-2300年），有時被理解為社區精英成員的住所、原始宮殿或行政中心。另外，它也被認為是公共結構或市民的共同財產。由於缺乏證據表明建築物具體用途，該建築物的確切功能仍然未知。這所房子有一道通往二樓的樓梯，並由一個瓦屋頂保護。在現場發現的碎片中，有數千塊從屋頂掉下來的陶瓦。雖然在 Akovitika 的早期希臘文明遺址以及後來的 Gla 和 Midea 的邁錫尼城鎮也發現了這種屋頂，但它們直到公元前7世紀才在希臘建築中變得普遍。瓦屋的牆壁是用曬乾的磚砌在礎石（socle）上。

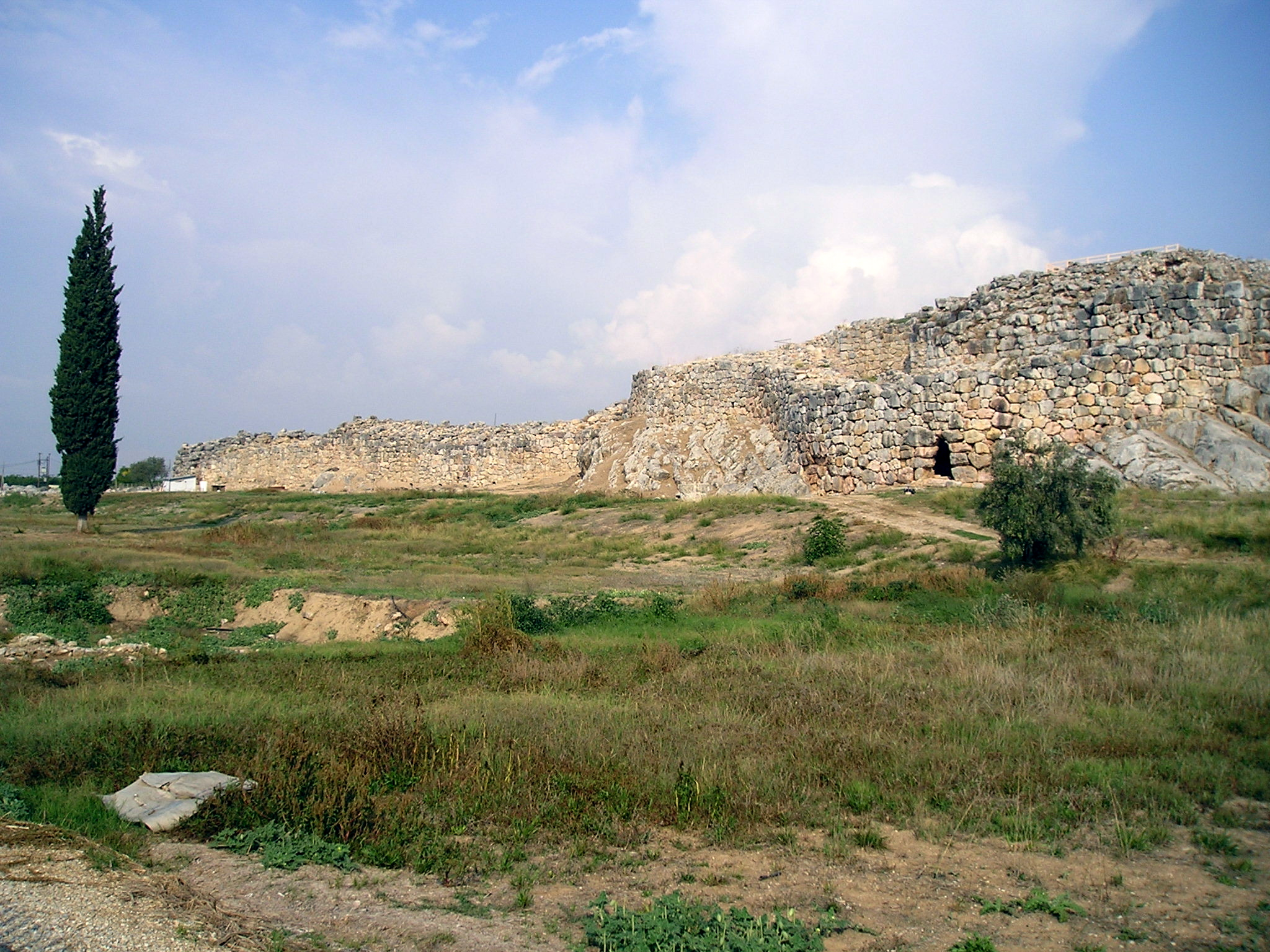
提林斯，公元前 14 世紀晚期希臘時期的廢墟。

其他設防的聚落點包括提林斯，佔地5.9公頃，可容納1,180–1,770人，並在城堡上部份有一個直徑為28m的兩層鋪有大型瓷磚“圓形房屋”（或 Rundbau）。它可能曾用作宮殿或寺廟，也可能是公共糧倉。其他地點包括 Ayia Irini，佔地1公頃，人口可能高達1,250，Eutresis 佔地8公頃，估計人口為1,600-2,400，底比斯佔地20公頃，人口為4,000-6,000 ，Lefkandi（規模和人口未知）和 Kolonna（或埃伊納島），一個人口稠密的聚落點，擁有令人讚歎的防禦工事、有紀念價值的石頭建築和復雜的城市規劃。
早在公元前2500-2400年之前，Kolonna 經歷了顯著的經濟增長，擁有自己的行政「廊屋」，即所謂的「Haus am Felsrand」。在公元前2400-2300年的愛琴文明 III 階段，對應於萊夫坎迪 I-Kastri 過渡階段，經濟結構、行政和社會組織的證據變得更加清晰。「白宮」（Weisses Haus；165平方米）被視爲繼承「Haus am Felsrand」的紀念性社區建築。Kolonna 可能是愛琴的第一個國家，因為它似乎是米諾克里特島以外，最早的酋邦地區，並且可能是中期希臘文明的政治中心，在米諾斯人之後但邁錫尼人之前達到了國家級別。

### 來源
- Bintliff, John. . Malden, MA: John Wiley & Sons. 2012  [2022-03-27]. ISBN 978-1-40-515419-2. （原始内容存档于2014-07-09）.
- Bryce, Trevor. . New York, NY: Routledge. 2006. ISBN 978-0-41-534955-0.
- Bury, J. B.; Meiggs, Russell. . London: MacMillan Press. 1975. ISBN 978-0-333-15492-2.
- Caskey, John L. . Hesperia. July–September 1960, 29 (3): 285–303. JSTOR 147199. doi:10.2307/147199.
- Caskey, John L. . American Journal of Archaeology. 1968, 72 (4): 313–316. JSTOR 503823. doi:10.2307/503823.
- Chapman, Robert. . Blake, Emma; Knapp, A. Bernard  (编). . Oxford and Malden: Blackwell Publishing. 2005: 77–101  [2022-03-27]. ISBN 978-1-40-513724-9. （原始内容存档于2022-04-11）.
- Forsén, Jeannette. . Partille, Sweden: Paul Aströms Förlag. 1992  [2022-03-27]. ISBN 978-91-7081-031-2. （原始内容存档于2020-02-13）.
- French, D.M. . Crossland, R.A.; Birchall, Ann  (编). . Park Ridge, NJ: Noyes Press. 1973: 51–57.
- Hornblower, Simon; Spawforth, Antony; Eidinow, Esther.  4th. Oxford: Oxford University Press. 2012 [1949]  [2022-03-27]. ISBN 978-0-19-954556-8. （原始内容存档于2019-12-29）.
- Kuniholm, Peter Ian.  (PDF). Cornell Tree-Ring Laboratory (Ithaca, NY: Cornell University). 1998: 1–7  [2022-03-27]. （原始内容 (PDF)存档于2020-06-18）.
- Lolos, Y.G. . Hardy, D.A.; Renfrew, A.C.  (编). . London: Thera Foundation. 1990: 51–56.
- MacSweeney, Naoise. . Papers from the Institute of Archaeology. 2004, 15: 52–65. doi:10.5334/256 .
- Mellaart, James. . American Journal of Archaeology. January 1958, 62 (1): 9–33. JSTOR 500459. doi:10.2307/500459.
- Musgrave, Jonathan H.; Evans, Suzanne P. . Journal of Mediterranean Anthropology and Archaeology. 1981, 1: 50–107.
- Overbeck, John Clarence. . University of Cincinnati. 1963  [2022-03-27]. （原始内容存档于2014-07-09）.
- Pullen, Daniel. . Shelmerdine, Cynthia W.  (编). . Cambridge and New York: Cambridge University Press. 2008: 19–46  [2022-03-27]. ISBN 978-0-521-81444-7. （原始内容存档于2022-04-05）.
- Sampson, Adamantios.  (PDF). Aegaeum. 1987, 1: 19–28. （原始内容 (PDF)存档于4 March 2016）.
- Shaw, Joseph W. . American Journal of Archaeology. 1987, 91 (1): 59–79. JSTOR 505457. doi:10.2307/505457.
- Shear, Ione Mylonas. . American Journal of Archaeology. January 2000, 104 (1): 133–134. JSTOR 506802. doi:10.2307/506802.
- van Andels, Tjeerd H.; Runnels, Curtis N. . Antiquity. 1988, 62 (235): 234–247. doi:10.1017/S0003598X00073968. （原始内容存档于2013-10-14）.
- Weiberg, Erika.  (PDF). Uppsala: Acta Universitatis Upsaliensis. 2007  [2022-03-27]. ISBN 978-91-554-6782-1. （原始内容 (PDF)存档于2016-05-06）.
- Whittaker, Helène. . New York, NY: Cambridge University Press. 2014a  [2022-03-27]. ISBN 978-1-10-704987-1. （原始内容存档于2014-07-09）.
- Wikander, Örjan. . Hesperia. January–March 1990, 59 (1): 285–290. JSTOR 148143. doi:10.2307/148143.
- Xirotiris, Nicholas I. . Journal of Indo-European Studies. Spring–Summer 1980, 8 (1–2): 201–210.

## 外部連結
- http://www.fhw.gr/chronos/02/mainland/en/index.html （页面存档备份，存于） Foundation of the Hellenic World.